# Тованда Тауншип (округ Бредфорд, Пенсільванія)
Тованда Тауншип (англ. Towanda Township) — селище (англ. township) в США, в окрузі Бредфорд штату Пенсільванія. Населення — 1036 осіб (2020).

## Демографія
Згідно з переписом 2010 року, у селищі мешкало 1149 осіб у 451 домогосподарстві у складі 317 родин. Було 483 помешкання
Расовий склад населення:
| - 97,5 % — білих - 0,5 % — чорних або афроамериканців - 0,5 % — азіатів |

До двох чи більше рас належало 1,4 %. Частка іспаномовних становила 1,4 % від усіх жителів.
За віковим діапазоном населення розподілялося таким чином: 22,2 % — особи молодші 18 років, 59,9 % — особи у віці 18—64 років, 17,9 % — особи у віці 65 років та старші. Медіана віку мешканця становила 45,5 року. На 100 осіб жіночої статі у селищі припадало 104,1 чоловіків;  на 100 жінок у віці від 18 років та старших — 100,9 чоловіків також старших 18 років.
Середній дохід на одне домашнє господарство  становив 71 984 долари США (медіана — 58 750), а середній дохід на одну сім'ю — 77 096 доларів (медіана — 74 000). Медіана доходів становила 44 018 доларів для чоловіків та 45 208 доларів для жінок. За межею бідності перебувало 12,9 % осіб, у тому числі 25,3 % дітей у віці до 18 років та 4,8 % осіб у віці 65 років та старших.
Цивільне працевлаштоване населення становило 529 осіб. Основні галузі зайнятості: виробництво — 26,7 %, освіта, охорона здоров'я та соціальна допомога — 18,5 %, роздрібна торгівля — 12,5 %, науковці, спеціалісти, менеджери — 8,9 %.